# Постмодернизм в теории международных отношений
Постмодернизм в теории международных отношений представляет собой оформившийся в 1980-е гг. комплекс теоретических подходов к исследованию явлений международной жизни, в основе которого лежат идеи европейских философов-постструктуралистов 20 века (Мишель Фуко, Жак Деррида, Франсуа Лиотар, Жан Бодрийяр). Существует два подхода к пониманию постмодернизма как теории международных отношений. В узком смысле постмодернизм анализируют дискурс эпохи модерна, критикует идеалы Просвещения и выявляет последствия их утверждения для сферы политики и международных отношений. В расширительном смысле к постмодернизму относят также постструктурализм. Постструктуралисты изучают функции языка как инструмент конструирования социальных смыслов . К числу выдающихся исследователей-постмодернистов в теории международных отношений относят Ричарда Эшли, Джеймса Дер Дериана, Майкла Шапиро и Роба Уолкера.

## Идейные истоки
С одной стороны, формирование постмодернизма как теории международных отношений обусловлено трансформацией социальной и технологической действительности. Повсеместное внедрение новых информационных и коммуникативных технологий способствовало виртуализации социальных процессов и явлений международной жизни. Под влиянием информационной революции изменилась роль масс-медиа в обществе. Средства массовой информации не только получили повсеместное распространение, но и обрели новые инструменты воздействия на аудиторию, оперируя знаками и конструируя смыслы. Эти изменения привели к качественной трансформации международной среды и к формированию новых законов её функционирования, которые не получали объяснения в рамках рационалистических теорий международных отношений.
С другой стороны, становление постмодернизма стимулировала растущая неудовлетворенность рационалистическими теориями международных отношений. В 1980-е гг. в условиях т.н. "второй холодной войны" в адрес реализма все громче звучали обвинения в том, что эта теория не только не способна остановить биполярную конфронтацию и гонку ядерных вооружений, но и напротив, лишь способствует обострению конфликта, конструируя образ врага. Таким образом, в науку постепенно проникала мысль о том, что теории не объясняют политические процессы, а сами являются их частью, формируют их. Кроме того, критике подверглись основные категории реализма: государственный суверенитет, анархическая природа международных отношений, безопасность как базовая потребность государства, - ввиду того что они не отражают динамики современных международных отношений. С позиции постмодернизма эпистемологические и методологические предписания рационалистических теорий, долгое время рассматривавшиеся как абсолютная истина, не могут претендовать на универсальность в силу их исторической обусловленности.

## Основные допущения

### Факты и интерпретации
Вопреки распространенному мнению постмодернисты отнюдь не отрицают существования объективной реальности. При этом, они ставят под сомнение возможность взаимодействовать с ней напрямую. С позиции постмодернизма исследователь работает исключительно с интерпретациями, а не с фактами - всякий факт изначально включен в определённый социальный контекст, а значит, не свободен от интерпретативной составляющей.

### Властные отношения
В центре внимания исследователей-постмодернистов находится проблема власти и подчинения в международных отношениях. Понимая власть в самом широком смысле как принуждение и исключение, они акцентируют вездесущее присутствие властных отношений: в политическом дискурсе, в теоретических концепциях, академических трудах, популярной культуре, рекламе и спорте.
Чтобы оставаться легитимной, политическая власть скрывает себя. Для этого она ищет обоснования в истории, рациональности и религии. Эмансипация требует обнаружения власти через анализ и вытягивание на поверхность дискурсов, вытесненных господствующим нарративом.

### Язык и дискурс
С позиции постструктурализма реальность предстает перед исследователем в форме текста, так как язык является главным инструментом формирования социальных смыслов. Ввиду того, что за каждым таким конструктом стоят властные отношения, внимательный анализ лексики и терминологии, используемой политиками, журналистами и исследователями международных отношений, позволяет обнаружить скрытое принуждение и нейтрализовать его воздействие. Только в условиях множественности нарративов возможно обнаружить и нейтрализовать власть в каждом из них. К примеру, с помощью методов генеалогии и деконструкции исследователи подвергают детальному разбору базовые понятия, на которых строятся рационалистические теории международных отношений – анархичный характер международной среды, суверенитет - и доказывают, что все они строятся на цепочке сомнительных допущений и не могут претендовать на абсолютную объективность.

### Мета-нарративы
Постмодернизм скептически относится к «великим теориям» и универсальным проектам эмансипации. Такая позиция обусловлена допущением о вездесущности власти. В рамках данного подхода, каждая теория, претендующая на монополию на истину, равно как и каждый универсальный проект эмансипации угнетенной части человечества, подспудно ориентирован на достижение привилегий для одних социальных групп и маргинализацию других. Таким образом, реабилитация вытесненных господствующим дискурсом нарративов больше чем любые "великие теории" соответствует цели эмансипации.

## Критика
Постмодернизм как подход к исследованию международных отношений критикуют за то, что он изначально не имеет явной политической направленности и не может быть использован для объяснения внешней политики. Однако, такие дисциплины как этика, предметом которой также не является сфера политического, тем не менее, вносят вклад в исследование международных отношений и выработку политических решений. Кроме того, это критическое замечание основано на узком понимании предмета исследования таких дисциплин как международные отношения и мировая политика.
Скепсис исследователей-постмодернистов в отношении мета-нарративов и «великих теорий» вызывает упреки со стороны представителей других теорий в том, что постмодернизм фокусируется на эмпирических исследованиях, каждое из которых они сами же трактуют лишь как одну из интерпретаций реальности, и в связи с этим он не способен произвести на свет целостную модель объяснения действительности. Однако данное замечание не игнорирует значение критической составляющей постмодернизма. Более того, оно подспудно содержит указание на то, что крупные теоретические модели являются единственной релевантной информацией для исследователя международных отношений.
Постмодернизм также критикуют за то, что он не предоставляет исследователю инструментов, которые позволяют отделить «хорошее» знание от «плохого». Если невозможно судить о реальности на основании единого подхода, и власть присутствует во всех дискурсах, то нельзя оценивать и соотносить их значимость. Так, например, с позиции постмодернизма невозможно судить об объясняющей ценности и этической угрозе, которую несёт книга Адольфа Гитлера «Майн Кампф». Однако эти обвинения не учитывают фокус постмодернизма на эмансипации человека и борьбе с проявлениями власти во всех дискурсах. С помощью методов деконструкции и генеалогии в тексте или доктрине, в том числе в работе Гитлера, легко выявить элементы власти и принуждения, и тем самым подорвать её претензии на истинность. Учитывая, что исследователи-постмодернисты в принципе отвергают монополию на истину и выше всего ценят разнообразия дискурсов, позволяющее нейтрализовать потенциал принуждения, заложенный в каждом из них в отдельности, фашизм с его крайней нетерпимостью к инакомыслию не может быть ими оправдана.
За то, что постмодернизм отвергает традиционные проекты по эмансипации, особенно марксистские, его сторонников обвиняют в консерватизме.